# Glengarry Glen Ross
Glengarry Glen Ross is een toneelstuk uit 1982 van David Mamet dat een gelijknamige verfilming kent uit 1992 van regisseur James Foley.

## Toneelstuk
Het stuk is geschreven in een periode waarin de Amerikaanse economie wankelde en de recessie groot was. Mamet vond inspiratie in zijn eigen werkervaring bij een makelaarskantoor in Chicago. In spitsvondige dialogen schetst hij een wereld waarin iedereen gevangen zit in een door mensen bedacht systeem. Het toneelstuk is bekroond met de Pulitzer Prize.
De wereldpremière was van regisseur Bill Bryden in het Londense Royal National Theatre in 1983. Op Broadway werd het stuk gespeeld in het seizoen 84/85 in een regie van Gregory Mosher waarvoor Joe Mantegna een Tony Award won in de categorie beste acteur. Hij speelde Ricky Roma, de rol van Al Pacino in de film.

## Uitvoering in Nederland
Regisseur Eric de Vroedt bracht van september tot en met december 2009 voor Toneelgroep Amsterdam (TA-2)/Toneelschuurproducties Glengarry Glen Ross uit in de Nederlandse theaters. Het stuk kreeg aansluitend op de kredietcrisis van dat moment de ondertitel 'Requiem voor een economisch systeem' mee. Hoofdrollen in het stuk waren weggelegd voor Leon Voorberg, Alwin Pulinckx, Hugo Koolschijn en Fedja van Huêt. De vertaling was van de hand van De Vroedt.

## Inhoud
Het verhaal speelt zich voor een groot deel af op een makelaarskantoor in Chicago. Aan het hoofd van het kantoor staat John Williamson (Spacey). Hij heeft de controle over de aanwijzingen, die de verkopers op het goede spoor moeten zetten tijdens hun zoektocht naar nieuwe cliënten. De gladde verkopers van dienst zijn Shelley Levene (Lemmon), Rick Roma (Pacino), Dave Moss (Harris) en George Aaronow (Arkin). Maar de zaken gaan niet goed, enkel Roma levert goed werk af, terwijl de andere verkopers steeds weer worden afgewezen door hun cliënten.
Levene, Moss en Aaronow worden op een vergadering uitgenodigd door hun baas Williamson. Tijdens de samenkomst krijgen ze instructies van de grote bazen Mitch & Murray. Zij stuurden hun collega Blake (Baldwin) naar de vergadering om de verkopers duidelijk te maken dat er beter gepresteerd moeten worden. Daarom wordt er een wedstrijd gehouden: hij die het meeste land verkoopt krijgt op het einde van de maand een gloednieuwe wagen, een Cadillac El Dorado. De man op de tweede plaats ontvangt een set vleesmessen, de laatste wordt ontslagen.
De agressieve aanpak van Blake wordt niet geapprecieerd door de verkopers, die al de schuld op de slechte aanwijzingen steken. Ze eisen hun deel van de Glengarry-aanwijzingen, waarin heel wat nieuwe en goede informatie staat. Maar Williamson geeft niet toe en volgt de instructies; enkel na betere prestaties worden de Glengarry-aanwijzingen uitgedeeld.
Ondertussen zit Roma, momenteel de beste verkoper, aan de overkant van de straat in een restaurant te onderhandelen met James Lingk (Pryce). Na de vergadering in het immobiliënkantoor trekken Moss en Aaronow er samen op uit en bereiden een inbraak in het kantoor voor. Ze willen de nieuwe aanwijzingen stelen en doorverkopen aan hun concurrent Jerry Graff, die als zelfstandige begonnen is. Op datzelfde moment trekt Levene persoonlijk naar een van zijn mogelijke kopers, maar de verkoper wordt genadeloos afgewezen, ondanks alle verkooptrucjes die hij bovenhaalt.
De volgende dag arriveren de verkopers op kantoor en ontdekken ze dat er ingebroken is. De telefoons, de Glengarry-aanwijzingen en de contracten zijn gestolen. Roma is razend, want gisterenavond sloot hij nog een contract af met James Lingk. Maar Williamson maakt hem duidelijk dat het contract van Lingk op tijd is weggebracht naar het hoofdkantoor. Williamson krijgt alle schuld en wordt uitgescholden voor zijn onbekwaamheid als werkgever. Alle verkopers worden een voor een ondervraagd. Telkens komen ze razend buiten omdat ze het schandalig vinden dat zij beschuldigd worden van de inbraak in hun eigen kantoor. Ook Levene arriveert die ochtend en wel heel goed gezind: de man sloot net een groot contract af.
Na heel wat geruzie tussen de verkopers onderling, komt James Lingk naar het kantoor. Levene doet zich snel voor als een koper die aan het onderhandelen is met Ricky Roma, zodat Roma aan Lingk kan zeggen dat hij geen tijd heeft voor een gesprek. Uiteindelijk lukt het Lingk toch om Roma duidelijk te maken dat het zijn vrouw is die het contract wil annuleren. Roma haalt het onderste uit de kan en probeert Lingk toch nog van het tegendeel te overtuigen. Maar op dat moment stormt Williamson uit zijn bureau en stelt Lingk gerust dat zijn contract niet gestolen werd tijdens de inbraak en dat zijn check al verzilverd is. Maar Roma had Lingk net gerustgesteld door te liegen over de check en dus te zeggen dat hij nog niet verzilverd was. Lingk ontdekt de leugen en besluit het kantoor te verlaten en naar de procureur-generaal te stappen van het consumentenbureau om zijn geld terug te vragen. Roma is razend en Levene geniet van de afgang van Williamson.
Levene gaat zelfs verder en probeert hem een lesje bij te leren. Het contract en de check van Lingk zijn helemaal nog niet naar het hoofdkantoor gestuurd, Williamson had gelogen omdat hij dacht dat Roma en Lingk dan blij zouden zijn. Maar Williamson wist niet dat Lingk het contract wilde verbreken. Levene raadt hem aan enkel te liegen als hij zeker weet dat het ook helpt. Maar daar gaat Levene de mist in. Hoe kan hij weten dat Williamson loog? Niemand, buiten de inbreker, kon weten dat de contracten nog in het bureau van Williamson lagen en dus niet naar het hoofdkantoor gestuurd waren. Levene verraadt zichzelf en bekent dat hij de inbreker was. Hij kon niet anders, hij moest het doen om zijn lef terug te vinden. Maar Williamson twijfelt niet en stapt meteen naar de politie en geeft Levene aan.

## Trivia
- Het verhaal van de film is gebaseerd op het toneelstuk van David Mamet, die zelf ook het screenplay van de film schreef.
- Het woord 'fuck' wordt 138 keer gebruikt in de film.
- Het personage Blake is speciaal door David Mamet uitgevonden voor Alec Baldwin.
- Het personage Jerry Graff is een verwijzing naar Jerry Graff, een acteur die slechts in vier films speelde. De films werden telkens geschreven en geregisseerd door David Mamet.
- Sommige acteurs waren zelfs aanwezig op de set wanneer ze niet hoefden te acteren, enkel en alleen om de prestatie van hun collega's te bewonderen.

## Filmprijzen

### Academy Awards
- Al Pacino - Best Actor in a Supporting Role (1993): genomineerd

### Golden Globes
- Al Pacino - Best Performance by an Actor in a Supporting Role in a Motion Picture (1993): genomineerd

### Filmfestival van Venetië
- Jack Lemmon - Coppa Volpi voor beste acteur (1992): gewonnen